# Emmanuel Pío
Ariel Emmanuel Pío (Baradero, 4 novembre 1988) è un calciatore argentino, centrocampista svincolato.

## Carriera

### Club
Nel 2008 debutta con il Banfield.
Il 7 luglio 2011 viene ceduto al Tigre.

## Palmarès
- Campionato argentino: 1

Banfield: Apertura 2009